# Phân tích web
Phân tích website (Website analytics) là việc đo lường, thu thập, phân tích và báo cáo dữ liệu web nhằm mục đích hiểu và tối ưu hóa việc sử dụng web. Tuy nhiên, phân tích website không chỉ là một quá trình đo lưu lượng truy cập web mà có thể được sử dụng như một công cụ để nghiên cứu thị trường và kinh doanh và để đánh giá và cải thiện hiệu quả của website. Các ứng dụng phân tích website cũng có thể giúp các công ty đo lường kết quả của các chiến dịch quảng cáo in hoặc quảng cáo truyền thống. Nó giúp người ta ước tính lưu lượng truy cập vào website thay đổi như thế nào sau khi ra mắt chiến dịch quảng cáo mới. Phân tích website cung cấp thông tin về số lượng khách truy cập vào một website và số lượt xem trang. Nó giúp đánh giá lưu lượng truy cập và xu hướng phổ biến hữu ích cho nghiên cứu thị trường.
Các dữ liệu thô thường có trong các báo cáo phân tích website:
- Lưu lượng truy cập web (Web Traffic): Số lượng khách truy cập website đến và đi mà bạn nhận được trong một khoảng thời gian nhất định.
- Lượt xem (Views): Số lần trang được xem.
- Số lần nhấp (Clicks): Số lần liên kết đã được nhấp.
- Khách truy cập duy nhất (Unique visitors): Khách truy cập lần đầu đến website mỗi ngày, mỗi tuần hoặc tháng.
- Tỷ lệ thoát (Bounce rate): Thường thấy trong Google Analytics, tỷ lệ khách truy cập rời khỏi website một cách nhanh chóng mà không tương tác góp phần vào tỷ lệ thoát.
- Tỷ lệ chuyển đổi (Conversion rate): Tỷ lệ khách truy cập mua hàng từ website của bạn, đăng ký nhận bản tin hoặc đăng ký một dịch vụ.
- Lưu lượng truy cập không phải trả tiền (Organic traffic): Khách truy cập đến website của bạn trực tiếp từ công cụ tìm kiếm chứ không phải từ phương tiện truyền thông xã hội hoặc blog khác.
- Lưu lượng truy cập trực tiếp (Direct traffic): Khách truy cập đến website của bạn bằng cách truy cập trực tiếp vào địa chỉ của bạn chứ không phải từ công cụ tìm kiếm.

## Quy trình phân tích website
Hầu hết các quy trình phân tích website các giai đoạn chủ yếu, đó là:
1. Thu thập dữ liệu: Giai đoạn này là tập hợp các dữ liệu cơ bản, cơ bản. Thông thường, những dữ liệu này là đếm số. Mục tiêu của giai đoạn này là thu thập dữ liệu.
2. Xử lý dữ liệu thành thông tin: Giai đoạn này thường lấy số liệu và biến chúng thành tỷ lệ, mặc dù vẫn có thể có một số số đếm. Mục tiêu của giai đoạn này là lấy dữ liệu và chuyển nó thành thông tin, cụ thể là các số liệu.
3. Phát triển KPI: Giai đoạn này tập trung vào việc sử dụng các tỷ lệ (và số lượng) và áp chúng vào các chiến lược kinh doanh, được gọi là các chỉ số hiệu suất chính (KPI). KPIs thường xử lý các khía cạnh chuyển đổi, nhưng không phải lúc nào cũng vậy. Nó phụ thuộc vào tổ chức tạo ra.
4. Xây dựng chiến lược trực tuyến: Giai đoạn này liên quan đến các mục tiêu, mục tiêu và tiêu chuẩn trực tuyến cho tổ chức hoặc doanh nghiệp. Những chiến lược này thường liên quan đến việc kiếm tiền, tiết kiệm tiền hoặc tăng thị trường.

Một chức năng thiết yếu khác được các nhà phân tích phát triển để tối ưu hóa các website là thử nghiệm.
- Thử nghiệm và thử nghiệm: Thử nghiệm A / B là thử nghiệm có kiểm soát với hai biến thể, trong cài đặt trực tuyến, chẳng hạn như phát triển web.

Mục tiêu của thử nghiệm A / B là xác định và đề xuất các thay đổi đối với các website làm tăng hoặc tối đa hóa hiệu quả của kết quả quan tâm được kiểm tra theo thống kê.  
Mỗi giai đoạn tác động hoặc có thể tác động (tức là, các ổ đĩa) giai đoạn trước hoặc sau đó. Vì vậy, đôi khi dữ liệu có sẵn để thu thập ảnh hưởng đến chiến lược trực tuyến. Những lần khác, chiến lược trực tuyến ảnh hưởng đến dữ liệu được thu thập.

### Bước 1:Cào dữ liệu

#### Phân tích tệp nhật ký máy chủ website (Log file analysis)
Máy chủ web ghi lại một số giao dịch của họ trong một tệp nhật ký. Nó đã sớm nhận ra rằng các tệp nhật ký này có thể được đọc bởi một chương trình để cung cấp dữ liệu về mức độ phổ biến của website. Do đó phát sinh phần mềm phân tích nhật ký web.  
Đầu những năm 1990, số liệu thống kê website chủ yếu bao gồm việc đếm số lượng yêu cầu của khách hàng (hoặc lượt truy cập) được thực hiện cho máy chủ web. Đây là một phương pháp hợp lý ban đầu, vì mỗi website thường bao gồm một tệp HTML duy nhất.  Tuy nhiên, với việc giới thiệu hình ảnh trong HTML và các website kéo dài nhiều tệp HTML, số lượng này trở nên ít hữu ích hơn. Trình phân tích log thương mại thực sự đầu tiên được IPRO phát hành vào năm 1994.
Hai đơn vị đo lường đã được giới thiệu vào giữa những năm 1990 để đánh giá chính xác hơn lượng hoạt động của con người trên các máy chủ web.  Đây là lượt xem trang và lượt truy cập (hoặc phiên). Một lượt xem trang được định nghĩa là một yêu cầu được gửi đến máy chủ web cho một trang, trái ngược với đồ họa, trong khi lượt truy cập được xác định là một chuỗi các yêu cầu từ một khách hàng được xác định duy nhất đã hết hạn sau một thời gian không hoạt động nhất định, thường là 30 phút. Lượt xem trang và lượt truy cập vẫn thường được hiển thị theo số liệu, nhưng khá thô sơ.  
Sự xuất hiện của nhện và robot công cụ tìm kiếm vào cuối những năm 1990, cùng với các proxy web và địa chỉ IP được gán động cho các công ty lớn và ISP, khiến việc xác định khách truy cập của con người vào website trở nên khó khăn hơn. Các trình phân tích nhật ký đã phản hồi bằng cách theo dõi các lượt truy cập bằng cookie và bỏ qua các yêu cầu từ các con nhện đã biết.
Việc sử dụng rộng rãi bộ đệm web cũng gây ra sự cố cho phân tích tệp nhật ký. Nếu một người truy cập lại một trang, yêu cầu thứ hai thường sẽ được truy xuất từ bộ đệm của trình duyệt và do đó, máy chủ web sẽ không nhận được yêu cầu nào. Điều này có nghĩa là đường dẫn của người đó thông qua website bị mất. Bộ nhớ đệm có thể bị đánh bại bằng cách định cấu hình máy chủ web, nhưng điều này có thể dẫn đến hiệu suất bị giảm cho khách truy cập và tải lớn hơn trên các máy chủ.

##### Ưu điểm của phân tích tệp nhật ký máy chủ website (Log file analysis)
Những ưu điểm chính của phân tích tệp nhật ký qua việc gắn thẻ trang như sau:
- Máy chủ web thường tạo các tệp nhật ký, vì vậy dữ liệu thô đã có sẵn. Không có thay đổi cho website được yêu cầu.
- Dữ liệu nằm trên các máy chủ của công ty và ở dạng chuẩn chứ không phải là định dạng độc quyền. Điều này giúp công ty dễ dàng chuyển đổi các chương trình sau này, sử dụng một số chương trình khác nhau và phân tích dữ liệu lịch sử với một chương trình mới.
- Logfiles chứa thông tin về các lượt truy cập từ các công cụ tìm kiếm, thường được loại trừ khỏi các công cụ phân tích bằng cách sử dụng gắn thẻ JavaScript. (Một số công cụ tìm kiếm thậm chí có thể không thực thi JavaScript trên một trang.) Mặc dù những điều này không nên được báo cáo như là một phần của hoạt động của con người, đó là thông tin hữu ích để tối ưu hóa công cụ tìm kiếm.
- Logfiles không yêu cầu tra cứu DNS bổ sung hoặc TCP khởi động chậm. Do đó, không có cuộc gọi máy chủ bên ngoài nào có thể làm chậm tốc độ tải trang hoặc dẫn đến lượt xem trang không đếm được.
- Máy chủ web ghi lại một cách đáng tin cậy mọi giao dịch mà nó thực hiện, ví dụ: phục vụ các tài liệu và nội dung PDF được tạo bởi các tập lệnh và không phụ thuộc vào trình duyệt của khách truy cập hợp tác.

##### Nhược điểm của phân tích tệp nhật ký máy chủ website (Log file analysis)
- Chỉ có thể thu thập các tương tác cùng với web server.
- Máy chủ phải gán cookie cho khách truy cập.
- Chỉ có sẵn đối với các công ty sở hữu web server.
- Không thể thu thập định vị khách hàng,.

#### Gắn thẻ trang (Page tagging)
Những lo ngại về tính chính xác của phân tích tệp nhật ký khi có bộ nhớ đệm và mong muốn có thể thực hiện phân tích website dưới dạng dịch vụ thuê ngoài, dẫn đến phương pháp thu thập dữ liệu thứ hai, gắn thẻ trang hoặc 'Lỗi web'.
Vào giữa những năm 1990, các bộ đếm Web thường được nhìn thấy - đây là những hình ảnh được đưa vào một website cho thấy số lần hình ảnh được yêu cầu, đó là ước tính về số lượt truy cập vào trang đó.  Vào cuối những năm 1990, khái niệm này đã phát triển để bao gồm một hình ảnh nhỏ vô hình thay vì hình ảnh hiển thị và bằng cách sử dụng JavaScript để chuyển cùng với yêu cầu hình ảnh một số thông tin nhất định về trang và khách truy cập.  Thông tin này sau đó có thể được xử lý từ xa bởi một công ty phân tích website và số liệu thống kê được tạo ra.
Dịch vụ phân tích website cũng quản lý quá trình gán cookie cho người dùng, có thể xác định duy nhất chúng trong lần truy cập và trong các lần truy cập tiếp theo.  Tỷ lệ chấp nhận cookie khác nhau đáng kể giữa các website và có thể ảnh hưởng đến chất lượng dữ liệu được thu thập và báo cáo.
Thu thập dữ liệu website bằng máy chủ thu thập dữ liệu của bên thứ ba (hoặc thậm chí máy chủ thu thập dữ liệu nội bộ) yêu cầu máy tính của người dùng tra cứu thêm DNS để xác định địa chỉ IP của máy chủ thu thập. Đôi khi, sự chậm trễ trong việc hoàn thành tra cứu DNS thành công hoặc thất bại có thể dẫn đến dữ liệu không được thu thập.
Với sự phổ biến ngày càng tăng của các giải pháp dựa trên Ajax, một giải pháp thay thế cho việc sử dụng hình ảnh vô hình là thực hiện cuộc gọi trở lại máy chủ từ trang được kết xuất.  Trong trường hợp này, khi trang được hiển thị trên trình duyệt web, một đoạn mã Ajax sẽ gọi lại cho máy chủ và chuyển thông tin về ứng dụng khách có thể được tổng hợp bởi một công ty phân tích web. Đây là một số cách bị thiếu sót bởi các hạn chế của trình duyệt trên các máy chủ có thể được liên hệ với các đối tượng XmlHttpRequest. Ngoài ra, phương pháp này có thể dẫn đến mức lưu lượng được báo cáo thấp hơn một chút, vì khách truy cập có thể ngăn trang tải xuống trong phản hồi giữa trước khi cuộc gọi Ajax được thực hiện.

##### Ưu điểm của việc gắn thẻ trang (page tagging)
Những ưu điểm chính của việc gắn thẻ trang qua phân tích tệp nhật ký như sau:
- Đếm được kích hoạt bằng cách mở trang (cho rằng máy khách web chạy các tập lệnh thẻ), không yêu cầu nó từ máy chủ. Nếu một trang được lưu trữ, nó sẽ không được tính bằng phân tích nhật ký dựa trên máy chủ. Các trang được lưu trong bộ nhớ cache có thể chiếm tới một phần ba tổng số lượt xem trang. Không tính các trang được lưu trữ nghiêm trọng làm lệch nhiều số liệu website. Vì lý do này, phân tích nhật ký dựa trên máy chủ không được coi là phù hợp để phân tích hoạt động của con người trên các website.
- Dữ liệu được thu thập thông qua một thành phần ("thẻ") trong trang, thường được viết bằng JavaScript, mặc dù Java hoặc Flash cũng có thể được sử dụng. Ajax cũng có thể được sử dụng cùng với ngôn ngữ kịch bản phía máy chủ (như PHP) để thao tác và (thường) lưu trữ nó trong cơ sở dữ liệu, về cơ bản cho phép kiểm soát hoàn toàn cách trình bày dữ liệu.
- Tập lệnh có thể có quyền truy cập vào thông tin bổ sung trên máy khách web hoặc người dùng, không được gửi trong truy vấn, chẳng hạn như kích thước màn hình của khách truy cập và giá của hàng hóa họ đã mua.
- Việc gắn thẻ trang có thể báo cáo về các sự kiện không liên quan đến yêu cầu đến máy chủ web, chẳng hạn như tương tác trong phim Flash, hoàn thành một phần biểu mẫu, các sự kiện chuột như onClick, onMouseOver, onF Focus, onBlur, v.v.
- Dịch vụ gắn thẻ trang quản lý quá trình gán cookie cho khách truy cập; với phân tích tệp nhật ký, máy chủ phải được cấu hình để thực hiện việc này.
- Gắn thẻ trang có sẵn cho các công ty không có quyền truy cập vào máy chủ web của riêng họ.
- Gần đây, việc gắn thẻ trang đã trở thành một tiêu chuẩn trong phân tích website.[4]

##### Nhược điểm của gắn thẻ trang (page tagging)
- Yêu cầu mã phụ.
- Sử dụng thêm băng thông mỗi lần tải trang.
- Chỉ có thể ghi lại trang được tải thành công, không bao gồm cá trang tải thất bại.
- Khó để thay thế công cụ phân tích.

#### Yếu tố kinh tế đối với logfile analysis và page tagging
Phân tích logfile hầu như luôn được thực hiện trong nhà. Việc gắn thẻ trang có thể được thực hiện trong nhà, nhưng nó thường được cung cấp dưới dạng dịch vụ của bên thứ ba. Sự khác biệt kinh tế giữa hai mô hình này cũng có thể là một sự cân nhắc cho một công ty quyết định mua.
- Phân tích logfile thường liên quan đến việc mua phần mềm một lần; tuy nhiên, một số nhà cung cấp đang giới thiệu lượt xem trang tối đa hàng năm với chi phí bổ sung để xử lý thông tin bổ sung. Ngoài các dịch vụ thương mại, một số công cụ phân tích logfile nguồn mở có sẵn miễn phí.
- Đối với dữ liệu phân tích Logfile phải được lưu trữ và lưu trữ, thường phát triển lớn nhanh chóng. Mặc dù chi phí phần cứng để làm việc này là tối thiểu, chi phí cho một bộ phận CNTT có thể là đáng kể.
- Đối với phần mềm phân tích Logfile cần được bảo trì, bao gồm các bản cập nhật và bản vá bảo mật.
- Các nhà cung cấp gắn thẻ trang phức tạp tính phí hàng tháng dựa trên khối lượng, tức là số lượt xem trang mỗi tháng được thu thập.

Giải pháp nào rẻ hơn để thực hiện tùy thuộc vào số lượng chuyên môn kỹ thuật trong công ty, nhà cung cấp được chọn, số lượng hoạt động được xem trên website, độ sâu và loại thông tin cần tìm và số lượng website riêng biệt cần thống kê.
Bất kể giải pháp nhà cung cấp hoặc phương pháp thu thập dữ liệu được sử dụng, chi phí phân tích và giải thích khách truy cập web cũng nên được đưa vào. Đó là, chi phí biến dữ liệu thô thành thông tin hành động. Điều này có thể là từ việc sử dụng các chuyên gia tư vấn bên thứ ba, thuê một nhà phân tích web có kinh nghiệm hoặc đào tạo một người trong nhà phù hợp. Một phân tích lợi ích chi phí sau đó có thể được thực hiện. Ví dụ: những gì tăng doanh thu hoặc tiết kiệm chi phí có thể đạt được bằng cách phân tích dữ liệu khách truy cập web?

### Bước 2: Xử lý dữ liệu thành thông tin
Sử dụng dữ liệu đã thu thập được để chuyển hóa thành các thông tin hữu ích, phục vụ cho việc thực hiện các mục tiêu, chiến lược sau đó. Dữ liệu ban đầu có thể được chọn lọc, phân tích đánh giá để tham gia vào các phân tích điểm mạnh/ yếu, đánh giá đối thủ cạnh tranh, khách hàng tiềm năng, xác định các trang/mặt hàng được quan tâm, xu hướng tìm kiếm nội bộ website,... Một số ví dụ:
Định vị trí của khách hàng
Với định vị địa lý IP, có thể theo dõi vị trí của khách truy cập. Sử dụng cơ sở dữ liệu định vị địa lý IP hoặc API, khách truy cập có thể được định vị địa lý ở cấp thành phố, khu vực hoặc quốc gia.
IP Intelligence là công nghệ ánh xạ Internet và phân loại địa chỉ IP theo các tham số như vị trí địa lý (quốc gia, vùng, bang, thành phố và mã bưu điện). Thế hệ đầu tiên của IP Intelligence được gọi là công nghệ nhắm mục tiêu theo địa lý hoặc định vị địa lý. Thông tin này được các doanh nghiệp sử dụng để phân khúc khách hàng trực tuyến trong các ứng dụng như quảng cáo trực tuyến, nhắm mục tiêu theo hành vi, nội địa hóa (hoặc nội địa hóa website), cá nhân hóa,...
Phân tích nhấp chuột
Phân tích nhấp chuột là một loại phân tích web đặc biệt chú ý đến các lần nhấp chuột.
Thông thường, phân tích nhấp chuột tập trung vào phân tích trên website. Biên tập viên của một website sử dụng phân tích nhấp chuột để xác định hiệu suất của website, quan sát nơi người dùng của website đang nhấp vào.
Ngoài ra, phân tích nhấp chuột có thể xảy ra theo thời gian thực hoặc "không thực", tùy thuộc vào loại thông tin được tìm kiếm. Thông thường, các biên tập viên trang nhất trên các trang truyền thông tin tức có lưu lượng truy cập cao sẽ muốn theo dõi trong thời gian thực để tối ưu hóa nội dung. Biên tập viên, nhà thiết kế hoặc các loại bên liên quan khác có thể phân tích các nhấp chuột trên khung thời gian rộng hơn để giúp họ đánh giá hiệu suất của các tác giả, các yếu tố thiết kế hoặc quảng cáo, v.v
Dữ liệu về các nhấp chuột có thể được thu thập theo ít nhất hai cách. Lý tưởng nhất là một lần nhấp chuột được "ghi lại" khi nó xảy ra và phương pháp này yêu cầu một số chức năng thu thập thông tin liên quan khi sự kiện xảy ra. Ngoài ra, người ta có thể đưa ra giả định rằng một lượt xem trang là kết quả của một lần nhấp.
Phân tích vòng đời khách hàng
Phân tích vòng đời khách hàng là một cách tiếp cận lấy khách hàng làm trung tâm để đo lường nằm trong phạm vi tiếp thị vòng đời. Lượt xem trang, lần nhấp và các sự kiện khác (như cuộc gọi API, quyền truy cập vào dịch vụ của bên thứ ba, v.v.) đều được gắn với một khách truy cập riêng lẻ thay vì được lưu trữ dưới dạng các điểm dữ liệu riêng biệt. Phân tích vòng đời khách hàng cố gắng kết nối tất cả các điểm dữ liệu vào kênh tiếp thị có thể cung cấp thông tin chuyên sâu về hành vi của khách truy cập và tối ưu hóa website.

### Bước 3: Phát triển KPI
Nhận biết mục tiêu doanh nghiệp: Mỗi công ty đều có những mục tiêu riêng, các bộ phận của doanh nghiệp đều hoạt động để đạt được mục tiêu đó, việc sử dụng website cũng vậy. Dữ liệu thu thập được không chỉ nói về các số liệu trong quá khứ mà còn nhìn được cách cải thiện website trong tương lai. Mục tiêu của doanh nghiệp cần: rõ ràng; công nghệ, phân tích và doanh nghiệp phải được căn chỉnh; vòng phản hồi phải được hoàn thành.
Xác định KPI dựa trên loại website: Không giống như số liệu, KPI được gắn với chiến lược kinh doanh và thường được đo bằng tỷ lệ của hai số liệu. Bằng cách chọn KPI dựa trên loại Website, doanh nghiệp có thể tiết kiệm cả thời gian và tiền bạc. Mặc dù các website có thể có nhiều hơn một chức năng, mỗi website thuộc về ít nhất một trong bốn loại chính - thương mại, tạo khách hàng tiềm năng, nội dung / phương tiện và dịch vụ hỗ trợ / tự phục vụ (McFadden, 2005):
| Website type                                       | KPIs |
| -------------------------------------------------- | --- |
| Thương mại (Commerce)                              | - Tỷ lệ chuyển đổi (conversion rate) - Giá trị đặt hàng trung bình (average order value) - Giá trị truy cập trung bình (average visit value) - Lòng trung thành của khách hàng (customer loyalty) - Tỷ lệ thoát (bounce rate) |
| Tăng khách hàng tiềm năng (Lead generation)        | - Tỷ lệ chuyển đổi (conversion rate) - Chi phí trên lead (cost per lead) - Tỷ lệ thoát (bounce rate) |
| Nội dung/ phương tiện truyền thông (Content/Media) | - Độ sâu truy cập (visit depth) - Tỷ lệ quay lại (returning visitor ratio) - Tỷ lệ khách truy cập mới - Độ sâu của trang (page depth)                                                                                         |
| Ủng hộ/dịch vụ tự thân (Support/self-service)      | - Độ sâu của trang (page depth) - Tỷ lệ thoát (bounce rate) - Sự hài lòng của khách hàng (customer satisfaction) - Từ khóa được search nhiều (top internal search phrases)                                                    |

### Bước 4: Xây dựng chiến lược trực tuyến
Dựa vào mục tiêu doanh nghiệp và các KPIs để tạo ra chiến lược cho website.

## Các loại phân tích website
Mỗi tổ chức có nhu cầu hoạt động và điểm chuẩn khác nhau để thành công, vì vậy các phân tích web hiệu quả nhất thường là những mục tiêu ưu tiên các mục tiêu cụ thể trên cơ sở từng trường hợp cụ thể.  Các phép đo mà một tổ chức thấy hữu ích, do đó, phần lớn phụ thuộc vào kết quả mong muốn của nó - các công ty phi lợi nhuận quan tâm đến việc truyền bá nhận thức hơn là tạo doanh thu quảng cáo.  Cách đơn giản nhất để hiểu các loại phân tích web khác nhau là sắp xếp chúng thành các loại trường hợp sử dụng rộng rãi, bao gồm:

### Dữ liệu đối tượng (Audience data)
Dùng để phân tích thông tin về khách hàng mục tiêu, giúp doanh nghiệp hiểu rõ hơn về tập khách hàng này, đồng thời xây dựng chiến lược truyền thông trực tuyến hiệu quả. Bằng cách thu thập dữ liệu nhân khẩu học như tuổi tác, giới tính, vị trí địa lý, nghề nghiệp, v.v., các tổ chức có thể xác định mức độ đáp ứng nhu cầu của cơ sở người dùng của họ.  Một số số liệu phổ biến liên quan đến phân tích dữ liệu đối tượng bao gồm:
- New visitors: Số lược khách truy cập mới.
- Returning visitors: Số lượng người dùng quay lại website một cách lặp lại.
- User location: Vị trí của người dùng đã truy cập website.
- Device info: Thiết bị được sử dụng để truy cập vào website.

### Hành vi người dùng (User behavior)
Kiểu phân tích này dùng để đánh giá cách người dùng tương tác với website, giao diện, điều hướng và các tính năng nội dung của website có thể giúp các tổ chức hợp lý hóa trải nghiệm người dùng và xác định các cơ hội cải tiến. Danh mục phân tích website này chủ yếu liên quan đến khối lượng lưu lượng truy cập của website và chất lượng của khách truy cập Trải nghiệm duyệt web. Các công ty muốn hiểu website nào nhận được lưu lượng truy cập nhiều nhất và giữ cho người dùng được đầu tư trong thời gian dài nhất. Một số số liệu phổ biến liên quan đến phân tích hành vi người dùng bao gồm:
- Bounce rate: Tỷ lệ người dùng thoát web sau lần truy cập vào trang đầu tiên.
- Conversion: Tần suất một website mà các CTA tạo ra một kết quả mong muốn.
- Clicks: Liên kết nào được nhấp vào nhiều nhất / ít nhất.
- Time on page: Liên kết nào được nhấp vào nhiều nhất / ít nhất.

### Hiệu suất website (Website performance)
Loại phân tích kiểm soát theo dõi hiệu suất tổng thể có thể giúp các tổ chức xác định các lỗi kỹ thuật và loại bỏ các rào cản đối với trải nghiệm duyệt web của người dùng của họ. Khách truy cập ít có khả năng dành thời gian trên một website có vấn đề về điều hướng và hiển thị, dẫn đến bỏ lỡ các cơ hội tiếp thị và bán hàng. Một số số liệu phổ biến liên quan đến phân tích hiệu suất website bao gồm:
- Load time: Mất bao lâu để một website tải.
- Uptime: Khoảng thời gian mà một website có thể xem và sử dụng được.
- Impressions: Số lần một website hoặc một phần nội dung được người dùng nhìn thấy.
- Keywords: Các từ / cụm từ được sử dụng trên một website mô tả nội dung của nó tốt như thế nào.

Mặc dù hệ thống phân loại này giúp dễ dàng khái niệm hóa các loại phân tích web khác nhau và cách sử dụng của chúng, nhưng điều quan trọng cần lưu ý là hầu hết các chiến lược đều yêu cầu gói một số số liệu web khác nhau. Nhiều công cụ phân tích website phổ biến cho phép doanh nghiệp tổng hợp tất cả các loại dữ liệu trên một loạt các danh mục. Bí quyết là có thể nhận ra thông tin nào có liên quan đến nhu cầu duy nhất của một tổ chức.

## Một số công cụ phân tích website

### Off-site web analytics
Các công cụ phân tích website ngoài website đo lường đối tượng website tiềm năng của bạn. Chúng là các công cụ vĩ mô cho phép bạn nhìn thấy bức tranh lớn hơn về cách website của bạn so sánh với những người khác. Có hai loại kỹ thuật đạt được điều này:
1. Sử dụng dữ liệu bảng
2. Sử dụng dữ liệu của Nhà cung cấp dịch vụ Internet (ISP)

### On-site web analytics
Các công cụ phân tích website tại chỗ đo lưu lượng khách truy cập thực tế đến trên website của bạn. Họ có khả năng theo dõi các cam kết và tương tác mà khách truy cập của bạn có. Nó yêu cầu đặt một đoạn mã nhỏ (còn gọi là ‘thẻ ') mã JavaScript trên các website của bạn hoạt động như một đèn hiệu - nắm bắt thông tin khách truy cập, lưu trữ chúng dưới dạng cookie, sau đó truyền phát này đến các máy chủ thu thập dữ liệu trong thời gian thực.
- Google Analytics: Một trong những công cụ phân tích tốt nhất và được ưa thích để tiếp thị và nó miễn phí. Google Analytics theo dõi lưu lượng truy cập web đến website của bạn và thu thập dữ liệu, chẳng hạn như từ khóa, có thể được sử dụng để cải thiện trải nghiệm trực tuyến của khách truy cập của bạn. Tìm ra những từ khóa đang mang lại nhiều khách truy cập nhất vào website của bạn.  Nhận báo cáo và thông tin về khách truy cập và chuyển đổi của bạn.  Tìm ra nơi bạn có thể mất khách truy cập và tại sao, để bạn có thể cải thiện các trang đó và ngăn không cho họ rời khỏi.
- Adobe Analytics được sử dụng rất rõ ràng như một dịch vụ cấp độ doanh nghiệp - và từ các tính năng mà bạn truy cập vào, bạn sẽ dễ dàng thấy lý do tại sao. Một trong những khó khăn với một số hệ thống là các thẻ tùy chỉnh quản lý. Ví dụ, bạn có thể sẽ muốn tinh chỉnh mã phân tích để bạn có thể tag người dùng đã đăng ký. Các tính năng: Phân tích thời gian thực, Phân khúc nâng cao. Phân tích xã hội, Phân tích video, Phân tích điện thoại di động, Quản lý thẻ năng động, Tích hợp dữ liệu của bên thứ ba (ví dụ như Experian, Facebook, mục tiêu chính xác).
- Foxmetrics là một thay thế vững chắc, tập trung nhiều vào các hoạt động và hành vi của khách truy cập của bạn hơn là lượt xem trang mang tính cá nhân. Foxmetrics được khuyến nghị như là sự bổ sung cho nền tảng kiểu Google Analytics. Các tính năng: Phân tích thời gian thực, Theo dõi mức người dùng, API có sẵn,...
- Clicky: ngoài các tính năng tương tự mà các dịch vụ phân tích khác làm – như đếm lượt truy cập, mô hình ưu lượng, điểm đặc biệt nổi tiếng của Clicky là phân tích thời gian thực và “heatmaps” – sơ đồ cho bạn biết nơi mọi người thường click để truy cập vào website của bạn và những trang trên website mà họ truy cập vào.
- Piwik: công cụ mã nguồn mở, nó cũng được nhiều người dùng sử dụng để thay thế Google Analytics trong một số trường hợp. Piwik phù hợp với nhiều loại hình website, bao gồm thương mại điện tử, nội dung, hệ thống mạng nội bộ, website chính phủ, v.v… Công cụ này sẽ miễn phí nếu lưu trữ trên máy chủ của riêng bạn.